# Route nationale 224
Pour les articles homonymes, voir Route 224.
La route nationale 224 ou RN 224 est une route nationale française reliant depuis 2004 L'Isle-Jourdain à Beauzelle. Elle fait partie de l'Itinéraire à Grand Gabarit.
Avant 2001, la RN 224 reliait l'autoroute A11 à Changé (RN 23), cette route a été déclassée en RD 20BIS en raison de l'ouverture de l'A28.
La loi n° 2022-217 du 21 février 2022 prévoit le transfert des routes nationales aux collectivités volontaires. La nationale 224 sera transféré en intégralité au 1er janvier 2024 :
- À Toulouse Métropole sur son territoire
- Au département de la Haute-Garonne sur le reste du département
- Au département du Gers sur son territoire

## Tracé de L'Isle-Jourdain à Blagnac

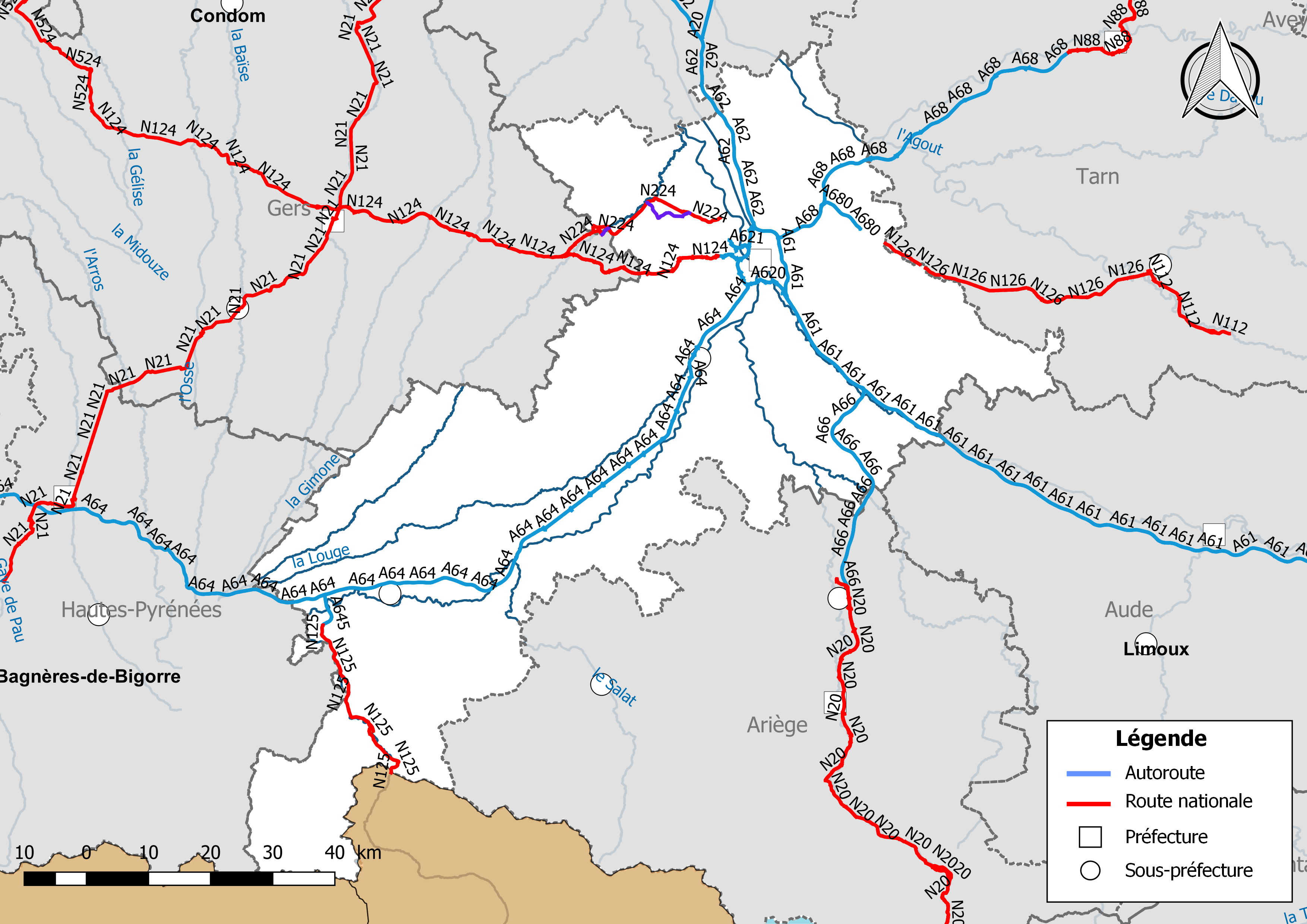
RN224 avant déclassement

- L'Isle-Jourdain
- Sainte-Livrade
- Lévignac-sur-Save
- Montaigut-sur-Save
- Mondonville
- Cornebarrieu
- Beauzelle : usine Airbus

## Ancien tracé à l'est du Mans
- Autoroute A11
- Yvré-l'Évêque
- Changé